# Stina Fallberg Sundmark
Stina Fallberg Sundmark, född 31 mars 1977 i Nyköping, är en svensk teolog, konstvetare, vikarierande lektor i kyrko- och missionsstudier samt författare.
Fallberg Sundmark är utbildad vid Uppsala universitet samt vid University of Nottingham och University of East Anglia. Hon blev teologie doktor 2008 med en avhandling om sockenbud och har specialiserat sig på liturgiska föremål och kyrkokonst. I sin forskning ansluter hon sig till den brittiska forskningstradition som representeras av Eamon Duffy .
Fallberg Sundmark är dotter till silversmeden Anna-Stina Åberg.